# سیارک ۱۸۹۲۴
سیارک ۱۸۹۲۴ (به انگلیسی: 18924 Vinjamoori، نامگذاری:2000PV24) هجده هزار و نهصد و بیست و چهارمین سیارک کشف شده‌است که در ۳ اوت ۲۰۰۰ کشف شد.
قدر مطلق سیارک برابر ۱۲.۹ است.